# Irish League 1902-1903
L'Irish League 1902-1903 è stata la 13ª edizione della prima divisione del campionato nordirlandese di calcio.
Il campionato era formato da otto squadre e il Distillery vinse il titolo.

## Classifica finale
| Pos. | Squadra        | G  | V | N | P  | GF | GS | Punti  |
| ---- | -------------- | -- | - | - | -- | -- | -- | ------ |
| 1    | Distillery     | 14 | 9 | 2 | 3  | 34 | 20 | 20     |
| 2    | Linfield       | 14 | 8 | 3 | 3  | 38 | 16 | 19     |
| 3    | Glentoran      | 14 | 7 | 3 | 4  | 30 | 18 | 17     |
| 4    | Belfast Celtic | 14 | 7 | 2 | 5  | 35 | 23 | 16     |
| 5    | Derry Celtic   | 14 | 4 | 4 | 6  | 27 | 31 | 12     |
| 6    | Cliftonville   | 14 | 5 | 3 | 6  | 17 | 21 | 11(-2) |
| 7    | Bohemians      | 14 | 3 | 3 | 8  | 22 | 36 | 9      |
| 8    | Ulster         | 14 | 3 | 0 | 11 | 13 | 51 | 6      |

G = Partite giocate; V = Vittorie; N = Nulle/Pareggi; P = Perse; GF = Goal fatti; GS = Goal subiti; 